# Nghi Tú
Nghi Tú (chữ Hán giản thể: 宜秀区, âm Hán Việt: Nghi Tú khu) là một quận của địa cấp thị An Khánh, tỉnh An Huy, Cộng hòa Nhân dân Trung Hoa. Quận Nghi Tú có diện tích 445 km², dân số 240.000 người, mã số bưu chính 246003. Về mặt hành chính, quận Nghi Tú được chia ra thành 1 nhai đạo biện sự xứ Đại Kiều, 3 trấn Dương Kiều, Đại Long Sơn, La Lĩnh và 2 hương: Bạch Trạch Hồ và Ngũ Hoành. 